# Столичный оркестр Большого Монреаля
Столичный оркестр Большого Монреаля (фр. Orchestre métropolitain du Grand-Montréal) — канадский симфонический оркестр, основанный в 1981 году и базирующийся в Монреале. Свой первый регулярный сезон на постоянной концертной площадке начал в 1985 году, в 1986 г. включил в свой состав хор. Сотрудничал с ведущими канадскими композиторами (в частности, с Жаком Этю). Высокую оценку специалистов получили осуществлённые оркестром записи симфоний Камиля Сен-Санса, Антона Брукнера, Густава Малера, а также концертная запись оперы Модеста Мусоргского «Борис Годунов».

## Руководители оркестра
- Марк Беланже (1981—1986)
- Агнес Гроссман (1986—1995)
- Джозеф Решиньо (1995—2000)
- Янник Незе-Сеген (с 2000 г.)